# Jean-Pierre Dionnet
Pour les articles homonymes, voir Dionnet.
Jean-Pierre Dionnet, né le 25 novembre 1947 à Paris, est un producteur, scénariste, journaliste, éditeur de bande dessinée et animateur de télévision français.
Cofondateur du magazine Métal hurlant et de la société d'édition Les Humanoïdes associés en 1974, il découvre ou introduit en France de nombreux auteurs de bande dessinée et joue « un rôle décisif dans la bande dessinée contemporaine ».
Grand amateur de rock, il collabore en 1980 à la création de l'émission Les Enfants du rock, tandis qu'en cinéphile averti il présente de 1990 à 2007 l'émission Cinéma de quartier sur Canal+. Dans les années 1990, il contribue à la popularisation du cinéma asiatique via sa société de production « Des Films ».

## Biographie

### Famille
Fils de Jean Dionnet, chef de bureau à Châteauroux, maréchal des logis au 11e régiment de cuirassiers (1925), colonel de l'Armée de l'air de Vichy (Commissaire ordonnateur) (1942) et de Renée-Marie Nore, il grandit à Livry-Gargan et passe ses vacances dans la maison familiale de Fontaube, près de Vichy, où sont père lui apprend, dès l'âge de dix ans, le "maniement d'une arme, l'égorgement d'un lapin, rouler sur des hérissons en voiture et boire du sang de cheval". Il est le père de Calvin, journaliste à Technikart, Farah et Lola, réalisatrices du clip Bottega de la chanteuse Eva Queen,.

### Des débuts de libraire et de critique
Interne chez les Oratoriens, Jean-Pierre Dionnet est dès son enfance un grand lecteur. Il se lance le défi de lire un livre par jour, sous ses couvertures, en cachette des surveillants d'internat. Il est aussi très friand de bande dessinée, ses préférences allant à Carl Barks, aux bandes dessinées de Spirou et aux publications Arédit (Aventures Fiction, Choc, Commando, Sidéral, etc.). En parallèle avec ses études universitaires, il est vendeur aux puces, puis commis de librairie à la librairie Futuropolis.
Il écrit également des articles sur les comic books, à l'époque méprisés par les premiers critiques de bande dessinée qui leur préféraient les comic strips d'avant-guerre. Il publie dans des revues aussi diverses que Futuropolis, Comics 130, Pogo, Phénix ou Alfred.

### Les années bande dessinée
En 1971, présenté par Philippe Druillet, Jean-Pierre Dionnet entre comme scénariste d'actualités et de récits courts chez Pilote, l'hebdomadaire des éditions Dargaud. Pour la même maison, il crée avec Raymond Poïvet sa première bande dessinée d'envergure, Tiriel, publiée en 1974 dans l'éphémère mensuel Lucky Luke. Désireux d'écrire des histoires de science-fiction, il se sent cependant peu à l'aise à Pilote, où Goscinny ne veut pas d'autres séries de ce genre.
En 1973, il prépare pour les éditions Nathan le magazine Snark mais le projet est tué dans l'œuf. En 1974, il s'initie à la direction éditoriale en assistant Nikita Mandryka sur L'Écho des savanes, où il fait entrer Francis Masse et René Pétillon.
En décembre 1974, Dionnet, les auteurs de Pilote Druillet et Mœbius, et son ami Bernard Farkas décident de fonder Les Humanoïdes associés pour publier une revue de science-fiction trimestrielle, rééditer Le Bandard fou et « préparer plein d'autres choses ». En janvier suivant paraît le premier numéro de la revue Métal hurlant, dont il est le rédacteur en chef. Il y publie de très nombreux auteurs-phares des années 1970 et 1980, de Richard Corben à François Schuiten ou Frank Margerin, en passant par Marc Caro avant qu’il ne fasse carrière dans le cinéma, ou Jodorowsky déjà connu des initiés pour ses films étranges. Il publie lui-même certaines de ses histoires (Les Armées du conquérant et Arn avec Jean-Claude Gal, Exterminateur 17 avec Enki Bilal, la suite de Tiriel, etc.).
Tout en axant le magazine autour de la science-fiction et du fantastique, Dionnet cherche à assurer une diversité maximale de thème et de styles graphiques, faisant cohabiter le classicisme de Paul Gillon ou de Chantal Montellier avec les délires graphiques de Philippe Druillet ou Mœbius. Il double le magazine d'une politique d'albums, afin de donner de la valeur aux Humanoïdes associés.
À la fin des années 1970, Métal hurlant est publié dans 17 pays. Heavy Metal la version américaine du mensuel, est lancé en 1977. En 1981 sort en salles, Métal hurlant, la machine à rêver (Heavy Metal en version originale), film composé de plusieurs histoires inspirées de bandes dessinées publiées dans Heavy Metal. Ce succès public n'empêche pas de grave difficultés financières, dues à une gestion erratique dans les premiers temps.

### Télévision et bande dessinée (années 1980)

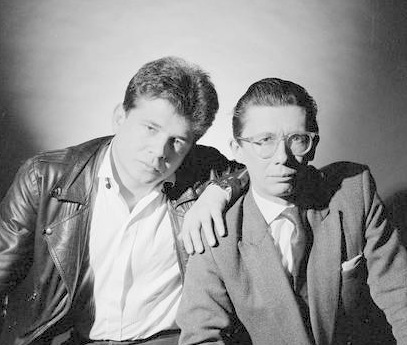
Philippe Manœuvre et Jean-Pierre Dionnet en 1986 (Studio Harcourt).

En janvier 1982, sur la chaîne Antenne 2, Jean-Pierre Dionnet participe, avec Philippe Manœuvre, à la création de l’émission Les Enfants du rock (incluant leur « Sex Machine ») et ils reçoivent à ce titre, en 1985, le premier 7 d'or de la meilleure émission de variétés.
S'il continue à diriger Métal hurlant durant cette période, il n'y écrit plus beaucoup de scénarios à partir de 1982, sinon le second volume d’Arn en 1987. Il désire en effet éviter de se répéter. En juillet 1984, il déclare ressentir « une très grande lassitude » vis-à-vis de Métal hurlant et en abandonne la rédaction-en-chef l'année suivante. En 1988, il revient à la bande dessinée en devenant pour quelques mois corédacteur en chef de L'Écho des savanes et conseiller éditions chez Albin Michel où il publie quelques albums. Mais la télévision l'occupe plus.
De septembre 1990 à décembre 2007, il présente Cinéma de quartier chaque semaine sur Canal+, histoire de remettre en lumière les petits et les grands maîtres européens du cinéma populaire des années 1950 à 1970, de Mario Bava à Dario Argento ou à Terence Fisher. Parallèlement, il participe sur la chaîne du câble Ciné Cinéfil (devenue par la suite Ciné Classics) à l'émission hebdomadaire Le Club dans laquelle quatre chroniqueurs présentent les films diffusés la semaine suivante, aux côtés de Pierre Tchernia, Olivier Barrot, Christine Haas, Jean Ollé-Laprune, Jean-Jacques Bernard ou Denis Parent. Il a également créé Quartier interdit en collaboration avec Yannick Vallet, une émission sur le cinéma gore et d’horreur diffusée sur Canal+ de 1998 à 2002.
Quartier Interdit est supprimé en 2002 par Dominique Farrugia, alors directeur-général délégué à l'antenne et aux programmes de Canal+, ce qui lui reste en travers de la gorge.
De 1992 à 1999, il anime avec Alain Carrazé l'émission Destination séries sur Canal Jimmy. L'émission bimensuelle, traitait de l'actualité des séries télévisées en France et aux États-Unis à une époque où Internet était encore rare dans les ménages.

### Producteur et distributeur de films (années 1990)
Fin 1990, Jean-Pierre Dionnet fonde la société « Des Films »[réf. souhaitée], avec Studio Canal et la collection « Asian Classics » d’abord, puis avec Pathé avec la collection « Asian Star » ensuite, a fait connaître, hors Asie, des metteurs en scène comme Takeshi Kitano, Hayao Miyazaki, Johnnie To, Tsui Hark, Kim Ki-duk, Lee Chang-dong ou Takashi Miike.
Ayant déjà produit ou coproduit plusieurs films dont Durian Durian de Fruit Chan, Le Petit Poucet et La Vie promise de Olivier Dahan, il a actuellement plusieurs projets en développement : Max, d’après le roman de Howard Fast, en association avec Manuel Munz, Mr Clubb & Mr Cuff, d’après une novella de Peter Straub et qui sera réalisé par Kyle Cooper, Dragon Fin’s Soup d’après l’écrivain thaï, S. P. Somtow.

### Retour à la bande dessinée
À soixante ans, Jean-Pierre Dionnet décide de se réinventer, abandonnant pour un temps la télévision et la distribution de films pour se consacrer pleinement à l’écriture de bandes dessinées.
Après avoir donné une suite à la saga Exterminateur 17 avec Igor Baranko  chez Casterman (trois volumes, 2003-2008), il lance en librairie Des dieux et des hommes (2011), une grande série chorale et collective sur l’histoire de l’Amérique de 1929 à 2147, dans un monde parallèle où les dieux vont remplacer les hommes. Le projet, édité par Dargaud, est prévu pour trente albums, à raison de six par an pendant cinq ans.
Par ailleurs, sur son blog « L’Ange du Bizarre », il parle chaque jour de tout ce qui lui passe par la tête dans tous les domaines de la culture et de l’inculture…
Il a été membre permanent du jury du Grand Prix de l’Imaginaire (GPI) jusqu'en 2013, année de sa démission.

### Chroniqueur radio
Jean-Pierre Dionnet intervient sporadiquement dans l'émission radiophonique Mauvais genres de François Angelier, diffusée sur France Culture.

## Publications

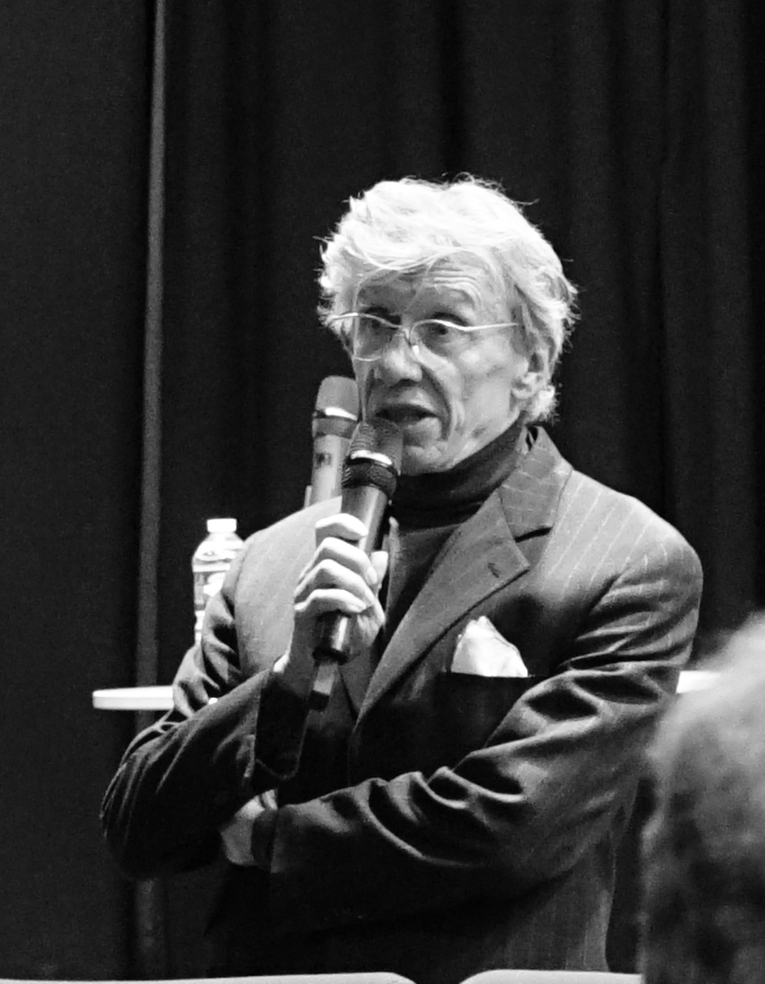
Jean-Pierre Dionnet en 2018.

### Bandes dessinées
Jean-Pierre Dionnet est scénariste de toutes ces œuvres, et les collaborateurs indiqués en sont les dessinateurs, sauf précision.

#### Revues
- Environ 40 récits courts et gags dans Pilote et ses suppléments, avec différents auteurs, 1971-1974.
- Jean Cyriaque, avec Solé, quatre récits courts dans Pilote, 1972-1975.
- Tiriel, avec Raymond Poïvet, dans Lucky Luke, 1974.
- « Super Parano », avec Nikita Mandryka, dans L'Écho des savanes no 15, 1975.
- Les Armées du Conquérant, avec Jean-Claude Gal, dans Métal hurlant, 1975-1977.
- Jules l'Éclair, avec Nikita tr quatre récits courts dans Métal hurlant, 1975-1980.
- Exterminateur 17, avec Enki Bilal, dans Métal hurlant, 1976-1977.
- Sept récits courts dans Métal Hurlant, avec divers auteurs 1977-1984.
- Les Envahisseurs de Bobigny, avec Margerin, deux récits courts dans Métal hurlant, 1978.
- Arn, avec de Jean-Claude Gal, dans Métal hurlant :

1. La Vengeance d'Arn, 1980-1981.
2. Le Triomphe d'Arn, avec Bill Mantlo et Picaret (coscénaristes), 1987.

- Tiriel : Retour à Gongondoza, avec Raymong Poïvet, dans Métal hurlant, 1982.
- Rose profond, avec Michel Pirus, dans L'Écho des savanes, 1988-1989.
- Région Étrangère, avec Beb-Deum, Les Humanoïdes Associés, coll. « Pieds Jaloux », 1989.
- L'Ange de miséricorde, avec Laurent Theureau, dans (À suivre), 1991-1992.

#### Albums
- Tiriel héritier d'un monde, avec Raymond Poïvet, Nathan, 1975.
- Je m'appelle Jean Cyriaque, avec Jean Solé, Les Humanoïdes associés, 1976.
- Les Armées du Conquérant, avec Jean-Claude Gal, Les Humanoïdes associés, 1977.
- Exterminateur 17, avec Enki Bilal, Les Humanoïdes associés, 1979.
- Arn, avec de Jean-Claude Gal, Les Humanoïdes associés :

1. La Vengeance d'Arn, 1981[17].
2. Le Triomphe d'Arn, avec Bill Mantlo et Picaret (coscénaristes), 1988.

- Rose profond, avec Michel Pirus, Albin Michel, coll. « L'Écho des savanes », 1989
- Région Étrangère, avec Beb-Deum, Les Humanoïdes associés, coll. « Pieds Jaloux », 1989
- Les 12 Travaux d'Art Cool : Le Minotaure de Manhattan, avec Thomas Frisano, Albin Michel, 1990
- L'Empereur de Chine, avec Véronique Dorey, Albin Michel, coll. « L'Écho des savanes », 1991
- Ma vie est un bouquet de violettes, avec Beb Deum, Albin Michel, 1992.
- L'Ange de miséricorde, avec Laurent Theureau, Casterman, coll. « Studio (À Suivre) », 1993[18]
- L'Île des amazones, avec Denis Sire, Albin Michel, coll. « L'Écho des savanes », 1997.
- E17 - La trilogie d'Ellis, avec Igor Baranko, Les Humanoïdes Associés :

1. L'Alliance, 2003.
2. Retour à Ellis, 2004.
3. Des Larmes de sang, 2008.

- Des Dieux et des hommes, Dargaud :

1. La Fin du commencement, avec Laurent Theureau, 2011.
2. Entre chiens et loups, avec Roberto Baldazzini et Corrado Mastantuono, 2011.
3. Une petite ville en Amérique, avec Danijel Zezelj, 2012.
4. Un château en Bavière, avec Danijel Zezelj, 2012.

### Essais et critiques

#### Essais
- Pilote : 15 ans de bandes dessinées, Neuilly-sur-Seine : Dargaud, [1974].
- Avec Philippe Manœuvre, Vive la France !, Paris : Éd. no 1, 1986.
- Métal hurlant : 1975-2005, 30 ans de couvertures, 30 ans d'éditos, trois volumes, [Paris] : Les Humanoïdes associés, 2005-2007.

#### Rubriques de magazines
- Venez quand vous aurez le museau propre, dans Pilote, 1973-1974.
- Éditoriaux de Métal hurlant, 1975-1985.
- Divers rédactionnels dans Métal hurlant, 1975-1987.
- Le retour du mange-livres, dans Métal hurlant, 1975-1977.
- À toute berzingue, dans Métal hurlant, 1976-1984.
- Résurrection, dans Métal hurlant, 1985.
- Mange livres et autres pensées fines, dans Métal hurlant, 2002-2004.

### Nouvelles
- « Les Confessions d'un lecteur fou », dans Métal hurlant no 2, 1975.

### Divers
- « Entretien avec Jean-Pierre Dionnet (mené par Julien Sévéon) - Parcours d'un passionné », dans Parcours Fnac : le souffle asiatique, 2002, p. 4-7.

## Distinctions
- 2012 : Président du jury de la première édition du Prix Mauvais genres[19]
- 2013 : Président d'honneur du Prix Mauvais genres
- 2015 : Membre du jury courts-métrages, 6e Festival International du Film Fantastique d'Audincourt, Bloody week-end 2015[20].

### Émission de radio
- Witold Langlois, Jean-Pierre Dionnet (série en 5 épisodes), La Vie à peu près, RTS Espace 2, 2025